# Dodona deodata
Dodona deodata is een vlindersoort uit de familie van de prachtvlinders (Riodinidae), onderfamilie Nemeobiinae.
Dodona deodata werd in 1876 beschreven door Hewitson.